# Serafino Pulcini

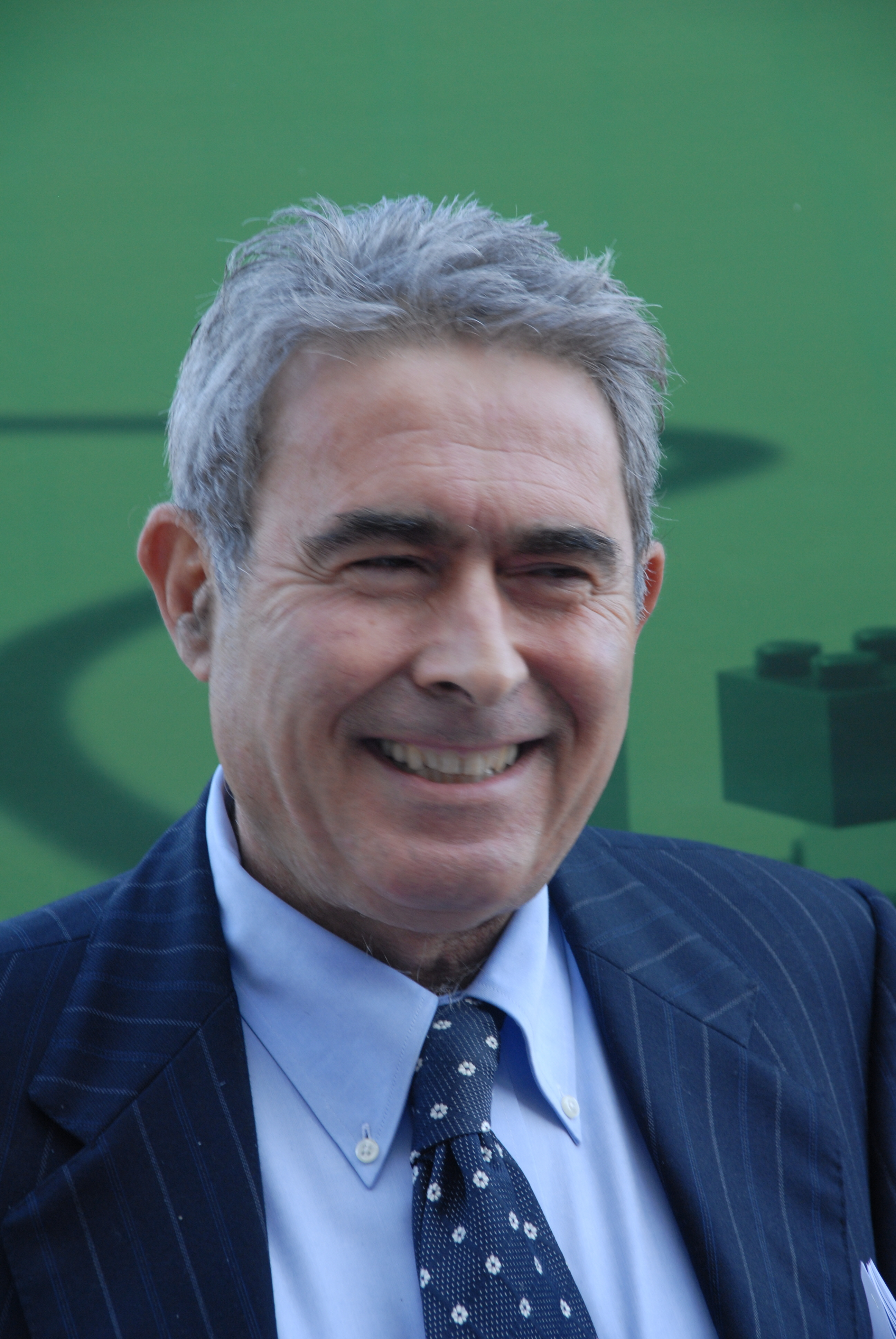

Serafino Pulcini (Morro d'Oro, 13 luglio 1947) è un politico italiano.

## Biografia
Imprenditore, politicamente impegnato con Alleanza Democratica, nelle file dei Progressisti viene eletto deputato (nel collegio uninominale di Teramo con il 34,2%) nella XII Legislatura, compresa tra il 1994 ed il 1996.
Nel 2001 si candida nuovamente alle elezioni politiche, nelle file di Democrazia Europea, senza essere eletto.
Dal 2005 al 2010 è Presidente provinciale dell'Associazione Costruttori Edile di Teramo; successivamente è titolare di un'azienda agricola che produce pasta e gestisce una tabaccheria.